# 普安県
普安県（ふあん-けん）は中華人民共和国貴州省黔西南プイ族ミャオ族自治州に位置する県。県人民政府は盤水街道。石炭が産出する。

## 行政区画
- 街道：盤水街道、南湖街道、茶源街道、九峰街道
- 鎮：竜吟鎮、江西坡鎮、地瓜鎮、楼下鎮、興中鎮、青山鎮、羅漢鎮、新店鎮
- 郷：白沙郷、高棉郷

## 交通

### 鉄道
- 中国鉄路総公司
  - 滬昆旅客専用線

（昆明方面）- 普安県駅 -（貴陽方面）

### 道路
- 高速道路
  - 滬昆高速道路
  - S65 晴興高速道路
- 国道
  - G320国道